# Предтеченский, Александр Михайлович
Александр Михайлович Предтеченский — советский хозяйственный, государственный и политический деятель, доктор медицинских наук, профессор.

## Биография
Родился в Калуге в 1881 году.
С 1903 года — на хозяйственной, общественной и политической работе. В 1903-19 гг. — окончил медицинский факультет 1-го Московского государственного университета, работал в клиниках С. С. Зимницкого в Казани и М. П. Кончаловского в Москве, профессор кафедры госпитальной терапии Ивановского государственного медицинского института на базе городской больницы № 2, читал лекции на кафедре инфекционных болезней, заместитель директора по научно-учебной части, исполнял обязанности ректора института, организатор и председатель Ивановского областного комитета по изучению ревматизма, член пленума Всесоюзного комитета по изучению ревматизма, член пленума Ученого медицинского совета Наркомздрава РСФСР, консультант эвакогоспиталей, главный терапевт эвакоуправления Ивановского облздравотдела, работал в клиниках Москвы.
Избирался депутатом Верховного Совета РСФСР 1-го созыва, Верховного Совета СССР 2-го и 3-го созывов.
Умер в 1956 году в Москве. Похоронен на Ваганьковском кладбище.